# حسنين (اسم)
حسنين هو اسم علم مذكر من أصل عربي، ومعناه هو جاء على صيغة المثنى ليجمع ذكر الحسن والحسين معًا على التغليب، واحده حسن أو حسين، ومن طبع العرب تثنية بعض الأسماء.

## شخصيات تحمل الاسم
- حسنين السباعي (منافِس أوليمبي تونسي، 21 يناير 1984 – )
- حسنين محمد مخلوف (1890 – 1990)
- حسنين محمود أحمد (سياسي عراقي، القرن 20 – )

## وصلات خارجية
- موسوعة السلطان قابوس لأسماء العرب نسخة محفوظة 5 أبريل 2019 على موقع واي باك مشين.